# Tamias canipes
Tamias canipes е вид бозайник от семейство Катерицови (Sciuridae).

## Разпространение
Видът е ендемичен за Ню Мексико и Тексас в Съединените щати.